# Joël Chenal
Joël Georges Chenal Jacquet (Moûtiers, 10 de octubre de 1973) es un deportista francés que compitió en esquí alpino.
Participó en tres Juegos Olímpicos de Invierno, entre los años 1988 y 2006, obteniendo una medalla de plata en Turín 2006, en la prueba de eslalon gigante, y el octavo lugar en Nagano 1998, en el eslalon.
En la Copa del Mundo consiguió una victoria y cuatro podios en total.

## Palmarés internacional
| Juegos Olímpicos | Juegos Olímpicos | Juegos Olímpicos | Juegos Olímpicos |
| Año              | Lugar            | Medalla          | Prueba           |
| ---------------- | ---------------- | ---------------- | ---------------- |
| 2006             | Turín (Italia)   | Medalla de plata | Eslalon gigante  |